# جاكوب إتش. ليفينغستون
جاكوب إتش. ليفينغستون هو قاضي ومحامي وسياسي أمريكي، ولد في 1 أغسطس 1896، وتوفي في 21 أكتوبر 1950. نشط حزبياً في الحزب الديمقراطي. وقد انتخب عضو جمعية ولاية نيويورك ‏ وانتخب عضو مجلس ولاية نيويورك ‏.